# Popis hrvatskih veleposlanika u Kanadi
Republika Hrvatska i Kanada održavaju diplomatske odnose od 14. travnja 1993. Sjedište veleposlanstva je u Ottawi.

## Veleposlanici
| Veleposlanik       | Postavljenje       | Opoziv             | Sjedište |
| ------------------ | ------------------ | ------------------ | -------- |
| Željko Urban       | 21. listopada 1993 |                    | Ottawa   |
| Andrija Jakovčević |                    | 1. studenoga 2002. | Ottawa   |
| Željko Bošnjak     | 4. studenoga 2003. | 20. lipnja 2005.   | Ottawa   |
| Vesela Mrđen Korać | 29. rujna 2005.    | 31. prosinca 2010. | Ottawa   |
| Veselko Grubišić   | 22. ožujka 2011.   | 31. prosinca 2015. | Ottawa   |
| Marica Matković    | 1. siječnja 2016.  |                    | Ottawa   |

## Vanjske poveznice
- Kanada na stranici MVEP-a